# Sphex inusitatus
Sphex inusitatus là một loài côn trùng cánh màng trong họ Sphecidae, thuộc chi Sphex. Loài này được Yasumatsu miêu tả khoa học đầu tiên năm 1935.